# パウリーネ・フォン・メッテルニヒ
パウリーネ・クレメンティーネ・マリー・ヴァルブルガ・フュルスティン・フォン・メッテルニヒ＝ヴィンネブルク・ツー・バイルシュタイン（ドイツ語: Pauline Clementine Marie Walburga Fürstin von Metternich-Winneburg zu Beilstein、1836年2月25日 - 1921年9月28日）は、ウィーンとパリの社交界の花形として知られたオーストリア＝ハンガリーの貴族女性。その魅力と洗練ぶりは多くの人々の称賛の的であった。またドイツの作曲家リヒャルト・ワーグナー、チェコの作曲家ベドジフ・スメタナの音楽活動における重要な後援者でもあった。旧姓はシャーンドル・デ・スラヴニツァ（ハンガリー語: Sándor de Szlavnicza）といった。

## 生涯

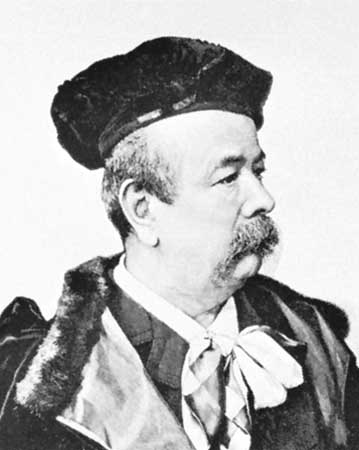
チャールズ・フレデリック・ワース

パウリーネ・フォン・メッテルニヒ侯爵夫人はハンガリーの貴族シャーンドル伯爵家に生まれた。父のシャーンドル・モーリツ伯爵は「悪魔の騎手」の異名をとり、ハプスブルク帝国中でその名の知れた名騎手であった。母のレオンティーネは「ウィーン体制」の生みの親であるオーストリア宰相クレメンス・フォン・メッテルニヒ侯爵の娘だった。パウリーネはウィーンにある祖父メッテルニヒの家で少女時代を過ごした。
1856年、パウリーネは7歳年上の母方の叔父リヒャルト・クレメンス・フォン・メッテルニヒ侯爵（1829年 - 1895年）と結婚した。夫のリヒャルトは女優やオペラ歌手と頻繁に不倫していたものの、夫妻は幸福な結婚生活を送り、あいだに3人の娘をもうけた。パウリーネは外交官である夫に随行して、ザクセンのドレスデン宮廷、第2帝政期フランスのパリ宮廷（1859年から1870年まで）で大使夫人としての社交生活を送ることになった。
パウリーネはドレスデンとパリ、そして1870年以後はウィーンにおいて、社会・文化面での重要な役割を果たすことになった。彼女はフランス皇后ウジェニーの親友かつ相談相手であり、夫とともにナポレオン3世の宮廷における重要人物であった。パウリーネはイギリス人のファッションデザイナー、チャールズ・フレデリック・ワースをウジェニー皇后に紹介し、これが契機となってワースは一躍有名デザイナーの仲間入りをした。
パウリーネは熱心な音楽家たちのパトロンであり、洗練された社交界の指導者だった。パリでもウィーンでも、最新の流行は彼女が作り出すものとなっていた。パウリーネはフランスとチェコの貴族たちにスケートの楽しみを教え、淑女たちに煙草を喫むことで評判を悪くしたりしないことを教えた。彼女はリヒャルト・ワーグナー、フランツ・リスト、シャルル・グノー、カミーユ・サン＝サーンス、プロスペル・メリメ、アレクサンドル・デュマを始め多くの作曲家や小説家と知り合いだった。ヨーゼフ・シュトラウスは彼女に『パウリーネ』（作品190）というポルカ・マズルカを献呈している。

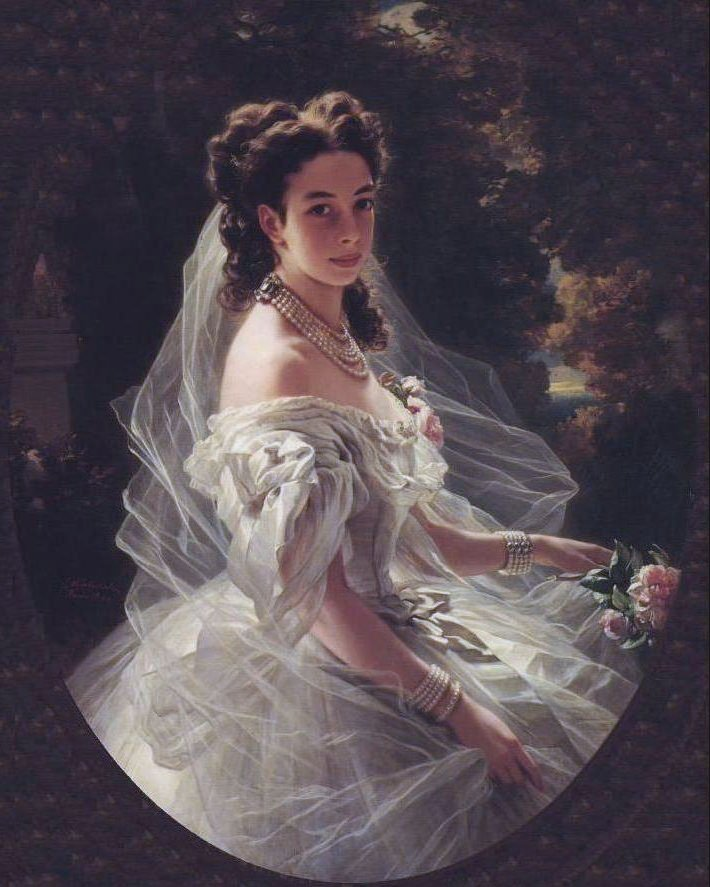
パウリーネ・フォン・メッテルニヒ侯爵夫人、フランツ・ヴィンターハルター画、1860年
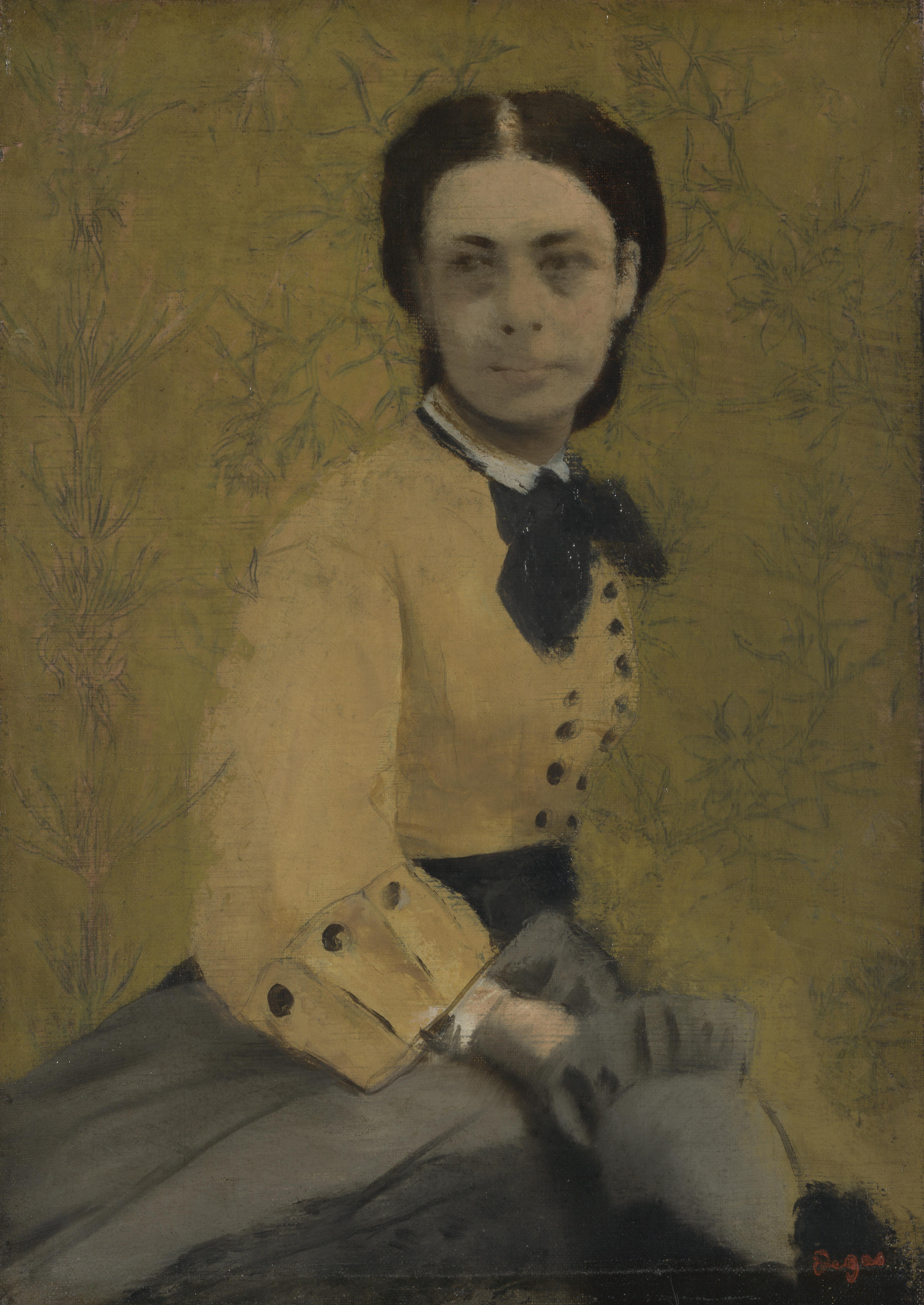
パウリーネ・フォン・メッテルニヒ侯爵夫人、エドガー・ドガ画、1865年頃
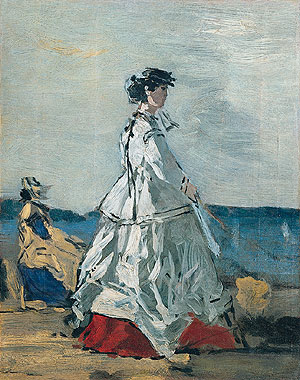
岸辺のパウリーネ・フォン・メッテルニヒ侯爵夫人、ウジェーヌ・ブーダン画

パウリーネはパリに住んでいた時はワーグナーを、ウィーンに戻ってからはチェコ人作曲家のスメタナをそれぞれ支援した。彼女は自分のサロンの催しものとして多くの有名なオペラ作品の簡略版を上演し、そこでは舞台監督と歌手の両方をこなした。催されたオペラ作品には、ワーグナーの『ニーベルングの指環』もあった。

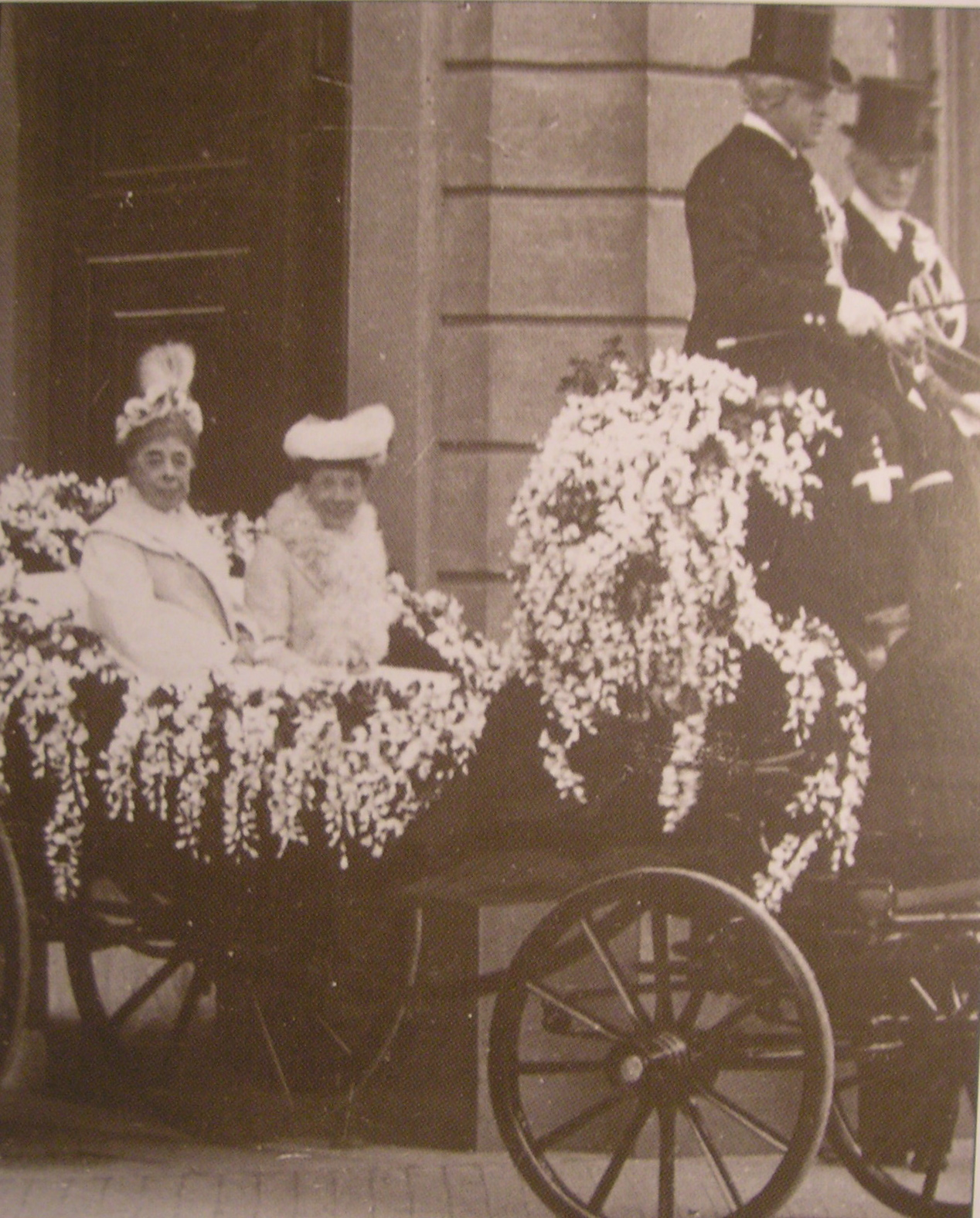
長女ゾフィーと(1900年)

私生活においては、パウリーネはいくつかの危機や災難を経験した。子供時代、パウリーネはウィーンに吹き荒れた1848年革命を目の当たりにしている。1870年の普仏戦争の最中には、彼女はウジェニー皇后のお供をしてパリに残り、その後ウジェニーがパリからイギリスに逃亡する手助けを買って出ている。パウリーネの長女はゾフィー（1857年 - 1941年）、次女はパスカリーネ（1862年 - 1890年）、三女はクレメンティーネ（1870年 - 1963年）といった。ゾフィーはエッティンゲン＝エッティンゲン侯子フランツ・アルブレヒトと結婚した。パスカリーネはアルコール中毒患者のチェコ人貴族ゲオルク・ツー・ヴァルドシュタイン伯爵と結婚したが、彼女は1890年、中毒による譫妄状態になった夫にドゥフツォフで殺されたと言われている。末娘のクレメンティーネは幼い頃に飼い犬に噛まれて大怪我をして、顔に傷が残ったために独身を通し、1926年に長姉の孫であるラティボル公子フランツ・アルブレヒトを養子にした。
侯爵夫人パウリーネは1921年にウィーンで亡くなった。晩年、彼女はオーストリア帝国とフランス帝国の栄枯盛衰を間近で見届けた女性として、この消滅した二帝国の生きた象徴と見なされていた。